# Поповићи (породица)
Поповићи су породица буковичког протојереја Антанасија Антонијевића - Поповића, који је на збору у Орашцу на Сретење 1804. године благословио Карађорђа и окупљене старешине и представнике народа. Братанац проте Атанасија буковичког је Лазар Арсенијевић Баталака, државни саветник, министар просвете, капућехаја (представник Србије) у Цариграду, историчар.

### Порекло
Поповићи су пореклом из Херцеговине. Презиме Поповић добили су јер су генерацијама били свештеничка породица. У породици Поповића је било, према предању, до средине XIX века узастопно 17 свештеника.

### Монах Пахомије
Монах Пахомије је у време прве сеобе Срба око 1690. године дошао са четири сина из Херцеговине у Шумадију. Пахомије се замонашио после смрти своје жене, са којом је имао синове. Из њихове породице у наредних сто година увек је био барем један свештеник у Буковику у јасеничкој кнежинини крагујевачке нахије.

### О. Јефтимије Поповић
О. Јефтимије Поповић био је свештеник у Буковику у средином и у другој половини XVIII века. Пре њега, изгледа да је око 1735. свештеник био О. Јован Вукосављевић. О. Јефтимије убио је у неком сукобу једног Турчина, након чега је и он убијен. После тога за свештеника на парохију у Буковик, дошао је његов братанац Атанасије.
О. Јефтимије Поповић имао је брата Антонија, чији је синови су Атанасије, Арсеније, Сретен и Радивоје, а имао је и једну кћерку.
- Протојереј Атанасије Антонијевић Поповић.
- Арсеније, трговац у Земуну.
- Радивоје ћурчија.
- Сретен, водио рачуна о породичној кући и домаћинству у Буковику.
- Кћерка се удала за човека који се највероватније звао Стефан. Њихов син Василије Стефановић Сараманда.

### Протојереј Атанасије Антонијевић (око 1734-1804)
Протојереј Атанасије Антонијевић - Поповић (око 1734-1804), син Антонија Поповића, школовао се у Београду средином века, где је научио турски и грчки језик. После изненадне смрти стрица О. Јефтимија, рукоположен је за јереја, а ускоро и за протојереја. Био је у добрим односима са грчким владикама у Србији, између осталог, зато што је добро говорио грчки.
Протојереј Атанасије буковички благословио је Карађорђа и устанике у Орашцу 1804.
Атанасије и Арсеније имали су још браће, као и сестру чији син је био Василије Стефановић Сараманда, који се истакао у Првом српском устанку.

#### Сарамандићи
Протојереј Атанасије дао је свом сестрићу Василију Стефановићу Сараманди свог коња и оружје и послао га да се бори 1804.
Касније Василије Стефановић Сараманда поклонио је књазу Милошу највећи део земљишта на коме је подигнуто Старо здање у Аранђеловцу.
Василије Сараманда, сестрић протојереја Атанасија Поповића је родоначелник Сарамандића. Њихов потомак је данас познати оперски певач првак Народног позоришта у Београду Живан Сарамандић.

### Арсенијевићи
Арсеније Антонијевић, земунски трговац, брат протојереја Атанасија Антонијевића - Поповића, остао је у Срему, по свршетку Кочине крајине 1790. где је прво живео у Врднику, потом у Иригу и на крају у Земуну. Умро је од последица пада у шанац испред земунског града, када је покушавао да уђе у град после након затварања градских капија. Арсеније је са Ђурђином имао синове Тодора и Лазара.
- Тодор Арсенијевић, трговац у Београду.

### Лазар Арсенијевић Баталака (1793-1869)
Лазар Арсенијевић Баталака (Буковик, 1793 - Београд, 1869), син Арсенијев, државни саветник (1842), капућехаја (српски представник) у Цариграду (1846-1847), министар просвете и правде (1848) и поново министар просвете (1852-1854), историчар, писац Историје српског устанка. Лазар Арсенијевић се школовао у Великој школи у Београду од 1808. до 1813, када одлази у избеглиштво у Аустрију и после Бесарабију у Русији. У Србију се вратио 1827. и ступио у државну службу. Лазар Арсенијевић Баталака оженио се у Бесарабији у Русији Станом којој је тетка била Јованка Ненадовић рођ. Миловановић, кћерка господара Младена Миловановића. У почетку породица младе није била за овај брак и већ су уговорили венчање са једним богатим бугарским трговцем. Венчали су се тајно, на имању, спахилуку у цркви села Мамалиге, које је под закуп држао војвода Јеврем Ненадовић, Станин теча. Тако су преко Стане Арсенијевић њихова деца у сродству са млађом граном Ненадовића и Карађорђевићима. Лазар и Стана Арсенијевић имали су кћерку удату за Спасића из Смедерева из породице пуковника татар-Јованче Спасића, сарадника књаза Милоша.

#### Спасићи
Јелисавете Спасић, рођ. Арсенијевић, кћерка Лазара Арсенијевића Баталаке била је удата за Стојана Ђ. Спасића сина Ђорђа Спасића, трговца из Смедерева и Јоване кћерке Новака Марковића, трговца из Ковина. Спасићи из Смедерева су породица пуковника и каваљера Татар-Јованче Спасића, сарадника књаз Милоша чија кћерка је била удата за свештеника поп Матију Поповића, пореклом из свештеничке породице коју је књаз Милош насеилио у Коларе, кад су Турци њиховог родоначелника поп Стојана обесили у Нишу. Њихова деца били су др Михаило Мика Поповић, министар финансија (пашеног Николе Спасића) и Стојана удата Ивковић, чији је мираз била позната кафана „Дарданели“, која се налазила тамо где је сада Народни музеј у Београду. Од Спасића из Смедерева је био Алекса Спасић, министар, члан Напредне странке, економиста, ожењен удовицом грофа Петра Чарнојевића, Ружом Чарнојевић, кћерком капетан Мише Анастасијевића. Алексе Спасића сестричине биле су удате за Терзибашића, пуковника Војислава Блазнавца, председника владе и министра Михаила - Мишу Вујића (из угледне новосадске породице пореклом из Ирига, сина Владимира Вујића, проф. богословије и управника Више женске школе, чији отац је Јован Вујић, трговац у Новом Саду родом из Ирига), Владимира Гарашанина, Стана удовица Панајотовић, кћерка Николе Рашића, трг. из Београда за армијског генерала Миливоја Зечевића, министра војске и морнарице (1921-22), првог ађутанта краља (1920), команданта Дунавске дивизијске области, члана Војног савета и др.
Спасићи су имали три кћерке.
- Софију (1845-1929) удату за пуковника Константина - Косту Бучовића (1836-1881). Њихова ћерка Стана (1865-1889) је била удата за Јована Жујовића.
- Катарину (1843-1902) удату за Нићифора Јовановића Велеслију (1832-1922).
- Милицу (1855-1946) удату за пуковника Александра Симоновића, коморника краљице Наталије, сина сина др Платона Симоновића, руског државног саветника, српског порекла.

##### Пуковник Александар П. Симоновић
Пуковник Александар Симоновић, коморник краљице Наталије Обреновић, син др Платона Симоновића, руског државног саветника, и Милица Симоновић, рођ. Спасић имали су две кћерке Јелисавету-Елу Хаџић и Олга Ристић, удата за судског пуковника Милана Ристића, сина Јована Ристића краљевског и кнежевског намесника. Обе имају потомство.
Др Платон Симоновић, руски државни саветник, дошао је из Одесе са породицом у Србију. Симоновић су пореклом из Требјесе код града Никшића, из племена Никшић, а населили су се својим сродницима у Српском Селу код Одесе 1805. године. Наиме, после учешћа у руско-турским ратовима на позив Русије 1788-1789, и покушаја опсаде Никшића, морали су да напусте Требјесе које су након тога Турци разорили. Од 1792 до 1805, договаран је прелазак Требјешана у Русију. Руски цар Александар Први је 1805. доделио Требјешанима земљиште у ненасељеној равници, дан хода на север од Одесе, где су они подигли насеље коме је цар дао име Славјано-Сербскоје, данас Сербка. 1806. Требјешани су укључени у војску генерала Михаила Андрејевића Милорадовића, која је кренула у Влашку, где је заузет Букурешт, у коме су се касније сретали са Карађорђевим изасланицима. Требјешани 1812. учествују у одбрани Русије, приликом Наполеонове инвазије. 1820. уписани су у Дворјанску родословну књигу Херсонске губерније.
Др Платон Симоновић је из Одесе дошао у Србију. Његов син је пуковник Александар Симоновић, коморник краљице Наталије, која је такође део детињства провела у Одеси.
Порекла из ове породице је и руски националиста и председник Савеза православних хоругвеносаца Леонид Донатович Симонович-Никшич.

###### Генерал Стеван С. Хаџић (1868-1931)
Јелисавета - Ела Хаџић, рођ. Симоновић (1879-1966), дворска дама, била је удата за армијског генерала Стевана Хаџића(1868-1931), сина пуковника Светозара Хаџића и Милеве Хаџић рођ. Герман. Армијски генерал Стеван Хаџић и Јелисавета Ела Хаџић, рођ. Симоновић имали су кћерку Олгу (1905-1965) удату за коњичког пуковника Николу Чанића (1897-1986), чија је ћерка Мирјана Чанић-Радојловић.

###### пуковник Никола Чанић (1897-1986)
Коњички пуковник Никола Чанић (1897-1986), са Јелисаветом Елом Хаџић, кћерком армијског генерала Стевана Хаџића, има ћерку Мирјану Чанић-Радојловић, која се бори за реституцију имовине Ристића, Симоновића, Чанића и Радојловићa..

###### Суд. пуковник Милан Ј. Ристић
Олга Ристић, рођ. Симоновић била је удата за судског пуковника Милана Ристића, сина Јована Ристића краљевског и кнежевског намесника
Имали су сина Јована и кћерку Јованку.

###### Јован М. Ристић
Јован Ристић, дипломата, био је посланик Краљевине Југославије. После рата живео је и умро у емиграцији. Рехабилитован 2008. године.

##### Пуковник Константин Бучовић
Софија Спасић, унука Лазара Арсенијевића Баталаке била је удата за пуковника Константина Косту Бучовића (Бучевића). Имао брата Милана Бучовића, члана касације (-новембар 1889).
Имали су кћерку Стану.

###### Проф. др Јован Жујовић (1856-1936)
Стана Жујовић, рођ. Бучовић, дворска дама краљице Наталије Обреновић, која је била удата за проф. др Јована Жујовића (1856—1936), министра спољних послова, академика, председника Српске академије наука, сина пуковника Младена Жујовића, државног саветника, министра војног. Нису имали деце.

##### Пуковник Никифор Јовановић (1832-1922)
Катарина (1843-1902), кћерки Стојана Спасића и унука Лазара Арсенијевића Баталаке била је удата за артиљеријског пуковника Никифора Јовановића Велеслију (1832-1922), командант Дунавске дивизије (1876), родом из Крагујевца. Имали су четворо деце, синове Миливоја (1869-1942), Радивоја (1862-1923) и Божидара (1864-1888) и ћерку Љубицу (1861-1873).

###### Др Миливоје Јовановић (1869-1942), министар
Др Миливоје Јовановић (1869-1942), син Катарине Спасић и пуковника Никифора Јовановића, био је министар трговине и индустрије, односно социјалне политике (1921) и ратни херој. Миливоје Јовановић је после завршене гимназије дипломирао на Филозофском факултету Велике школе на природно-математичком одсеку (1890), да би потом студирао филозофију у Немачкој (Минхену, Лајпцигу и Берлину), да би докторирао у Лајпцигу (1896). Предавао је у Трећој београдској гимназији, а потом и на Филозофском факултету логику, учествује у оснивању првог српског филозофског друштва и покреће први филозофски часопис (1898), касније је чиновник Министарства просвете (надзорник за Београд, начелник за основно образовање). Постављен је за професора филозофије на Богословском факултету у Београду (1920).
У Првом светском рату учествује као резервни официр. Тешко је рањен у борбама на Мачковом камену (изгубио је око и ампутирана му је нога).
Миливоје Јовановић се оженио Милицом Ђорђевић (1877-1957), кћерком Ђорђа Ђорђевића, београдског велетрговца (1899). Сестром од стрица Милице Јовановић, рођ. Ђорђевић био је ожењен Александар Белић.
Миливоје и Милица Ђорђевић су имали шесторо деце, Мару (1900-1983), Божидара (1902-1975), Нићифора (1906-1993), Ђорђа (1908-1988), Катарину (1911) и Војну (1914-1934).

###### Нићифор М. Јовановић (1906-1993)
Нићифор М. Јовановић (1906-1993), син Миливоја Јовановића, имао је сина Миливоја Јовановића.
Нићифор Јовановић имао је четворо деце,Миливоја,Милоша Милицу и мару.
Нићифор Јовановић је завршио хемију у Београду, и радио као рударски инжињер.имао је неколико патената, на пољу рударства и органске хемије који су усвојени.

###### Проф. др Миливоје Н. Јовановић (1930–2007)
Проф. др Миливоје Јовановић је био слависта, професор руске књижевности на Филолошком факултету у Београду, преводилац, писац..
Има потомства у земљи и иностранству.

### Сродство
Арсенијевићи су у сродству са Карађорђевићима, Ненадовићима, Жујовићима.